# Франциск I (герцог Бретані)
Франциск I Улюблений (*François le Bien-Aimé, 11 травня 1414 — 19 липня 1450) — герцог Бретані у 1442—1450 роках.

## Життєпис
Походив з роду Дрьо-Монфор. Старший син Жана VI, герцог Бретані, та Жанни (доньки Карла VI, короля Франції). Народився у 1414 році. У 1427 році стає графом Монфором. 1429 року був заручений з Боною, донькою Амадея VIII, герцога Савойського, втім весілля не відбулося через смерть неареченої 1430 року. У 1431 році Франциск одружився з донькою герцога Анжуйського.
У серпні 1442 роки після смерті свого батька 28-річний Франциск успадкував герцогство Бретані, а також титули графа де Монфора і де Річмонда. Того ж року одружився з донькою короля Шотландії. 1443 року англійці на чолі із Джоном Бофором, герцогом Сомерсетом, захопили порт Ла Герш.
Втім герцог зберігав вірність Франції багато в чому завдяки помірній політиці Карла VII Валуа. Приніс васальну присягу тільки за свої французькі землі, і король Франції Карл VII цим задовольнився.
З 1444 року Франциск I провів у боротьбі з молодшим братом Жилем, незадоволеним своїми незначними володіннями, якого у 1446 році взяв у полон і замучив у в'язниці в 1450 році. Боротьба з братом призвела до війни з англійцями, що були союзниками Жиля. Втім, бретонський герцог у союзі з королем Франції війну вів успішно.
У 1446 році надав право власнику міста Плерґуер Бріанду III Шатобріан-Бофорту проводити щорічний ярмарок. 1448 року вдалося повністю замиритися з родом Пент'євр, повернувши частину володінь, конфіскованих у 1425 році.
1449 року на чолі 6-тисячного бретонського війська в Нормандії брав участь у військових діях проти англійців, які захопили володіння Франциска I — місто Фужер. Лише після облоги вдалося його повернути. В подальшому бретонське військо допомагало французам повністю звільнити Нормандію у 1450 році.
1450 року герцог Франциск I помер. Перед смертю позбавив доньок прав на герцогство, незважаючи на протести Шотландії. Йому успадковував другий брат П'єр II.

## Родина
1. Дружина — Іоланта, донька Людовика II де Валуа, герцога Анжуйського
Діти:
- Рено (1434—1439), граф Монфор

2. Дружина — Ізабела, донька Якова I, короля Шотландії
Діти:
- Маргарита (1443—1469), дружина Франциска де Етамп;
- Марія (1444—1510), дружина Жана II, віконта де Роган.